# Hank Jones
Henry Jones (Vicksburg, Misisipi; 31 de julio de 1918-Manhattan, 16 de mayo de 2010), comúnmente conocido como Hank Jones, fue un pianista y compositor estadounidense de jazz. Estilísticamente, a lo largo de su carrera formó parte de las principales corrientes jazzísticas anteriores a la vanguardia: swing, bop y hard bop.

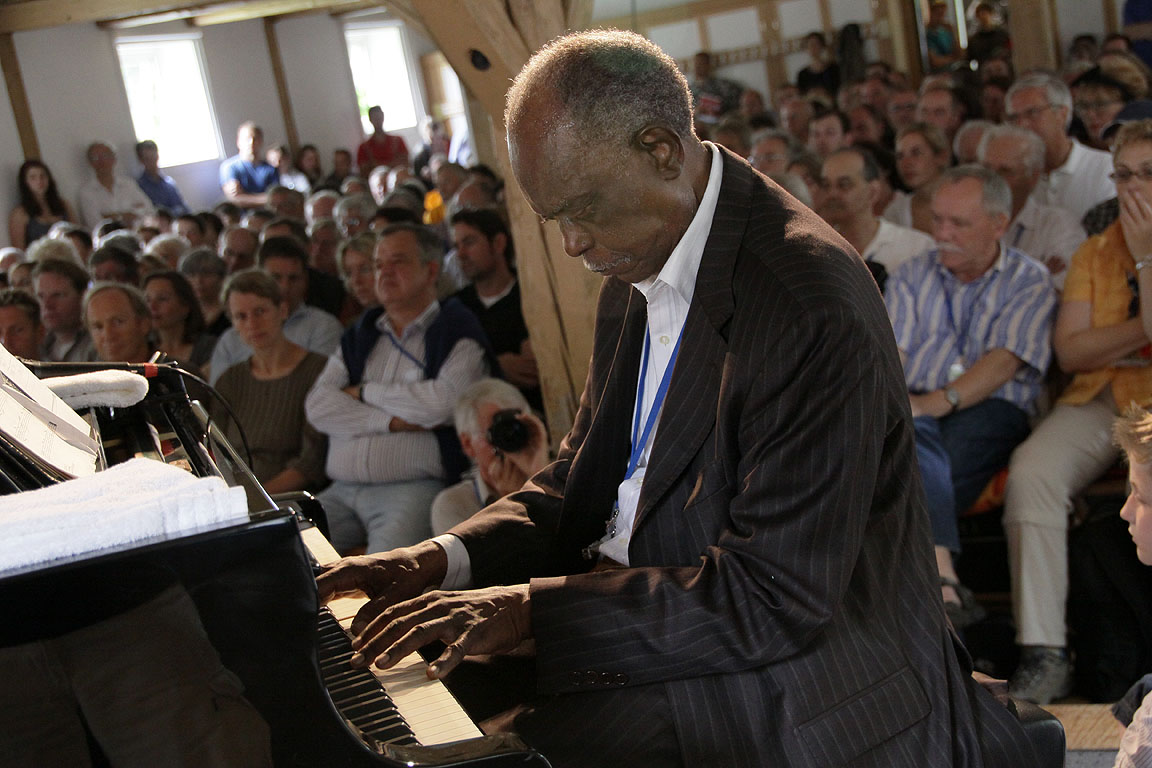
Hank Jones en JazzBaltica.

Grabó unos 60 discos a su nombre, e incontables como acompañante de otros músicos.

## Reconocimientos
En 1989, el National Endowment for the Arts honró a Hank Jones con su premio más importante en el ámbito del jazz, el «NEA Jazz Masters Award». Fue también galardonado en 2003 con el «Jazz Living Legend Award» de la American Society of Composers, Authors and Publishers (ASCAP). En 2008, recibió la «National Medal of Arts». El 13 de abril de 2009, la Universidad de Hartford otorgó a Hank Jones un doctorado por sus aportaciones musicales. Ese mismo año le fue otorgado un Premio Grammy por los logros de toda una carrera.

## Biografía
Creció en Pontiac, adonde se había trasladado junto con su familia (siete hermanos) después de que su padre, un diácono baptista e inspector forestal, comprase una casa de ladrillo de tres pisos. Allí estudió piano desde pequeño. Su madre cantaba; sus dos hermanos mayores estudiaban también piano, y sus dos hermanos pequeños —Thad, trompetista, y Elvin, batería—, llegaron a ser también famosos músicos de jazz. Fue influido desde el principio por músicos como Earl Hines, Fats Waller, Teddy Wilson y Art Tatum. A los 13 años tocaba ya en distintos lugares de Míchigan y Ohio con orquestas locales, gracias a lo cual llegó a conocer a Lucky Thompson, quien lo invitó a Nueva York en 1944 para trabajar en el Onyx Club con Hot Lips Page.
En Nueva York, Jones fue reclamado con regularidad para liderar grupos de músicos de bop, y se inspiró para liderar el nuevo estilo. Al tiempo que practicaba y estudiaba música, trabajó con John Kirby, Howard McGhee, Coleman Hawkins, Andy Kirk y Billy Eckstine. En el otoño de 1947 empezó una gira con el grupo de Norman Granz «Jazz at the Philharmonic» y entre 1948 y 1953 acompañó a Ella Fitzgerald, junto a la que actuó en el invierno de 1948 en Inglaterra, desarrolló una facilidad armónica de extraordinario gusto y sofisticación. Durante este periodo realizó también varias grabaciones históricamente relevantes con Charlie Parker, entre ellas la del tema «The Song Is You», del disco Now's the Time, grabado en diciembre de 1952, con Teddy Kotick al bajo y Max Roach en la batería. 
Trabajó también con Artie Shaw y Benny Goodman, y grabó con Lester Young, Cannonball Adderley y Wes Montgomery, además de ser durante un tiempo pianista de plantilla del sello Savoy. Entre 1959 y 1975 Jones fue pianista de plantilla en los estudios de la CBS, gracias a lo cual acompañó a Frank Sinatra en The Ed Sullivan Show. Con su especial combinación de talentos como destacado solista, acompañante sensible y músico intuitivo, Jones estuvo siempre muy demandado para sesiones de grabación de todo tipo, y así se le puede escuchar en miles de discos (incluso, fue el pianista que estaba junto a Marilyn Monroe cuando la actriz le cantó el "Happy Birthday Mr. President" a John F. Kennedy el 19 de mayo de 1962). Su participación a finales de los años setenta como pianista y director en el musical de Broadway Ain't Misbehavin' (basado en música de Fats Waller) le hizo ampliar su popularidad más allá de los límites del jazz.
En sus últimos años actuó y grabó junto a la cantante Roberta Gambarini, en interpretaciones de gran calidad que recordaban las clásicas de los años 50 en que acompañaba a Ella Fitzgerald.

### Músicos en su familia
Sus hermanos fueron también músicos famosos: Thad Jones, trompetista, y Elvin Jones, batería.

## Discografía

### Como líder
- 1950 – Hank Jones Piano
- 1955 – The Trio
- 1955 – Hank Jones Quartet/Quintet
- 1955 – Trio with Guests
- 1956 – Hank Jones Quartet
- 1956 – Relaxing at Camarillo
- 1956 – Bluebird
- 1956 – Urbanity
- 1957 – Have You Met Hank Jones?
- 1958 – Hank Jones Swings “Gigi”
- 1960 – Porgy and Bess: Swingin' Impressions by Hank Jones
- 1962 – Arrival Time
- 1963 – Here's Love
- 1964 – This Is Ragtime Now
- 1966 – Happenings
- 1976 – Arigato
- 1977 – At the Village Vanguard
- 1977 – Bop Redux
- 1977 – I Remember You
- 1977 – Just for Fun
- 1977 – Portions
- 1977 – Rockin' in Rhythm
- 1977 – The Great Jazz Trio at the Village Vanguard, Vol. 2
- 1978 – Groovin' High
- 1978 – A Foggy Day
- 1978 – Ain't Misbehavin’
- 1978 – Great Jazz Trio at the Village Vanguard
- 1978 – Hanky Panky
- 1978 – Tiptoe Tapdance
- 1979 – Have You Met This Jones?
- 1979 – In Japan
- 1979 – Live in Japan

- 1979 – Bluesette
- 1979 – Incredible Hank Jones Meets Louis Bellson & Ira Sullivan
- 1980 – Great Jazz Trio at the Village Vanguard
- 1980 – Great Jazz Trio at the Village Vanguard: Revisited, Vol. 1
- 1980 – Great Jazz Trio at the Village Vanguard: Revisited, Vol. 2
- 1983 – I'm All Smiles
- 1985 – Live in Japan
- 1987 – Hank Jones-Red Mitchell Duo
- 1989 – The Oracle
- 1989 – Lazy Afternoon
- 1991 – Hank Jones Trio with Mads Vinding and Al Foster
- 1991 – Hank Jones Trio
- 1991 – Live at Maybeck Recital Hall, Vol. 16
- 1991 – The Essence
- 1993 – A Handful of Keys: The Music of Thomas “Fats” Waller
- 1994 – Upon Reflection: The Music of Thad Jones
- 1994 – The Jazz Trio of Hank Jones
- 1994 – Steal Away
- 1995 – Sarala
- 1997 – Favors
- 1998 – Darji's Groove
- 2000 – Just Friends
- 2002 – Compassion
- 2004 – The New York Rhythm Section
- 2005 – For My Father
- 2006 – Hank and Frank
- 2006 – West of 5th
- 2007 – You Are Here
- 2009 – Hank and Frank, Vol. 2
- 2009 – Pleased to Meet You
- 2012 – Come Sunday

### Como músico acompañante
Con Cannonball Adderley
- Somethin' Else (Blue Note, 1958)

Con Manny Albam
- The Soul of the City (Solid State, 1966)

Con Gene Ammons
- Bad! Bossa Nova (Prestige, 1962)
- Got My Own (Prestige, 1972)
- Big Bad Jug (Prestige, 1972)

Con Louis Bellson
- Drummer's Holiday (Verve, 1958)

Con George Benson
- Shape of Things to Come (A&M, 1968)

Con Bob Brookmeyer
- Tonite's Music Today (Storyvile, 1956) with Zoot Sims
- Whooeeee (Storyville, 1956) - Zoot Sims-Bob Brookmeyer Quintet
- Brookmeyer (Vik, 1956)
- Stretching Out (United Artists, 1958) - Zoot Sims-Bob Brookmeyer Octet
- Jazz Is a Kick (Mercury, 1960)
- Gloomy Sunday and Other Bright Moments (Verve, 1961)

Con Ruth Brown
- Late Date with Ruth Brown (Atlantic, 1959)
- Ruth Brown '65 (Mainstream, 1965)

Con Kenny Burrell
- Bluesin' Around (Columbia, 1962 [1983])
- Night Song (Verve, 1969)

Con Rusty Bryant
- For the Good Times (Prestige, 1973)

Con Donald Byrd
- Byrd's Word (Savoy, 1955)
- New Formulas from the Jazz Lab (RCA Victor, 1957) with Gigi Gryce
- Jazz Lab (Jubilee, 1958) with Gigi Gryce

Con Ron Carter
- Carnaval (1978)

Con Paul Chambers
- Bass on Top (Prestige, 1957)

Con Jimmy Cleveland
- Introducing Jimmy Cleveland and His All Stars (EmArcy, 1955)
- Rhythm Crazy (EmArcy, 1959 [1964])

Con Al Cohn
- That Old Feeling (RCA Victor, 1955)
- The Brothers! (RCA Victor, 1955) with Bill Perkins and Richie Kamuca
- From A to...Z (RCA Victor, 1956) with Zoot Sims
- The Sax Section (Epic, 1956)
- Cohn on the Saxophone (Dawn, 1956)

Con Art Farmer
- Last Night When We Were Young (ABC-Paramount, 1957)
- Portrait of Art Farmer (Contemporary, 1958)
- The Aztec Suite (United Artists, 1959)

Con Ella Fitzgerald
- Rhythm Is My Business (Verve, 1962)

Con Curtis Fuller
- New Trombone (Prestige, 1957)
- Cabin in the Sky (Impulse!, 1962)

Con Roberta Gambarini
- You Are There  (EmArcy, 2008)

Con Dizzy Gillespie
- A Portrait of Duke Ellington (Verve, 1960)
- The Bop Session (Sonet, 1975) – Con Sonny Stitt, Percy Heath y Max Roach

Con Dexter Gordon
- Ca'Purange (Prestige, 1972)
- Tangerine (Prestige, 1972)

Con Johnny Griffin
- Soul Groove (Atlantic, 1963) – with Matthew Gee

Con Gigi Gryce
- Gigi Gryce (MetroJazz, 1958)

Con Lionel Hampton
- You Better Know It!!! (Impulse!, 1965)

Con Johnny Hartman
- I Just Dropped By to Say Hello (Impulse!, 1963)
- The Voice That Is! (Impulse!, 1964)

Con Donna Hightower
- Take One (Capitol, 1959)

Con Johnny Hodges
- Sandy's Gone (Verve, 1963)
- Wings & Things (Verve, 1965)
- Don't Sleep in the Subway (Verve, 1967)
- 3 Shades of Blue (Flying Dutchman, 1970)

Con Bobbi Humphrey
- Flute In (Blue Note, 1971)

Con Milt Jackson
- Opus de Jazz (Savoy, 1956)
- The Jazz Skyline (Savoy, 1956)
- Bags & Flutes (Atlantic, 1957)
- Bags & Trane (Atlantic, 1960) – con John Coltrane
- Statements (Impulse!, 1962)
- Big Bags (Riverside, 1962)
- For Someone I Love (Riverside, 1963)
- Milt Jackson Quintet Live at the Village Gate (Riverside, 1963)
- Much in Common (Verve, 1964) – con Ray Brown
- Ray Brown / Milt Jackson (Verve, 1965) – con Ray Brown

Con Illinois Jacquet
- Groovin' with Jacquet (Clef, 1951-53 [1956])

Con J. J. Johnson
- J Is for Jazz (Columbia, 1956)
- Jay and Kai (Columbia, 1957)
- J.J.'s Broadway (Verve, 1963)
- J.J.! (RCA Victor, 1964)
- Broadway Express (RCA Victor, 1965)
- The Total J.J. Johnson (RCA Victor, 1967)

Con Elvin Jones
- Elvin! (Riverside, 1962)
- And Then Again (Atlantic, 1965)
- Dear John C. (Impulse!, 1965)

Con Clifford Jordan
- Hello, Hank Jones (Eastworld, 1978)

Con Joe Lovano
- I'm All For You (Blue Note, 2004)
- Joyous Encounters (Blue Note, 2005)

Con Herbie Mann
- Salute to the Flute (Epic, 1957)

Con Shelly Manne
- 2-3-4 (Impulse!, 1962)

Con Mat Mathews
- Eddie Costa, Mat Mathews & Don Elliott at Newport (Verve, 1957)

Con Gary McFarland
- The Jazz Version of "How to Succeed in Business without Really Trying" (Verve, 1962)

Con Howard McGhee
- Howard McGhee and Milt Jackson (Savoy, 1948 [1955])

Con Helen Merrill
- Helen Merrill with Strings (EmArcy, 1955)

Con Wes Montgomery
- So Much Guitar (Riverside, 1961)

Con James Moody
- Great Day (Argo, 1963)

Con Oliver Nelson
- Oliver Nelson Plays Michelle (Impulse!, 1966)
- Encyclopedia of Jazz (Verve, 1966)
- The Sound of Feeling (Verve, 1966)
- The Spirit of '67 (Impulse!, 1967) – con Pee Wee Russell
- The Kennedy Dream (Impulse!, 1967)

Con Joe Newman
- Salute to Satch (RCA Victor, 1956)
- The Midgets (Vik, 1956)

Con Anita O'Day
- All the Sad Young Men (Verve, 1962)

Con Emily Remler
- Firefly (Concord, 1981)
- East To Wes (Concord, 1988)

Con Charlie Rouse y Paul Quinichette
- The Chase Is On (Bethlehem, 1958)

Con A. K. Salim
- Flute Suite (Savoy, 1957) con Frank Wess y Herbie Mann

Con Sahib Shihab
- The Jazz We Heard Last Summer (Savoy, 1957)
- Jazz Sahib (Savoy, 1957)

Con Johnny Smith
- Johnny Smith (Verve, 1967)

Con Bob Stewart
- Welcome to the Club (1986)
- Talk of The Town (2004)

Con Sonny Stitt
- Sonny Stitt Plays Arrangements from the Pen of Quincy Jones (Roost, 1955)
- Sonny Stitt Plays (Roost, 1955)
- Sonny Stitt with the New Yorkers (Roost, 1957)
- Stitt in Orbit (Roost, 1962)
- Goin' Down Slow (Prestige, 1972)

Con Clark Terry y Bob Brookmeyer
- Gingerbread Men (Mainstream, 1966)

Con Lucky Thompson
- Lucky Thompson Plays Jerome Kern and No More (Moodsville, 1963)
- Lucky Strikes (Prestige, 1964)

Con Ben Webster
- See You at the Fair (Impulse!, 1964)

Con Ernie Wilkins
- Flutes & Reeds (Savoy, 1955) con Frank Wess
- Top Brass (Savoy, 1955)

Con Nancy Wilson
- But Beautiful (1969)

Con Kai Winding
- The Swingin' States (Columbia, 1958)
- Dance to the City Beat (Columbia, 1959)
- More Brass (Verve, 1966)

Con Lester Young
- Laughin' to Keep from Cryin' (Verve, 1958)